# Masardis
Masardis – miasto w Stanach Zjednoczonych, w stanie Maine, w hrabstwie Aroostook.